# David Oteo

David Alejandro Oteo Rojas (nacido el 27 de julio de 1973) es un exfutbolista mexicano que jugó en el Rio Grande Valley Grandes en la USL Premier Development League en los Estados Unidos; su posición era defensa central.

## Trayectoria
La comenzó jugando cascaritas en el Barrio Bravo de Tepito, donde incluso integró la selección amateur de la afamada colonia del centro de la Ciudad de México. Jugando en aquel equipo enfrentó un amistoso contra las reservas centrales de Club Universidad Nacional y con su desempeño se ganó un lugar en las mismas, a los 17 años. Tras dos años registrado en la Tercera División debutó en la 92-93 y rápidamente se ganó un puesto y muchos minutos. Con ese desempeño integró la selección de fútbol de México que participó en los Juegos Olímpicos de 1996 como juvenil y jugó un partido en dicha competencia. Tras ese llamado, el Verano 97 le golpeó con una fuerte lesión que le obligó a perder la temporada completa. Al final de aquel torneo, ya recuperado, buscó salir de Pumas y la directiva lo convenció de quedarse hasta el Verano 99, para poder venderlo más caro, el jugador aceptó pero empezó a ser relegado del plantel y llegó a entrenar con la filial de Segunda División.
Finalmente sale como le fue prometido con dirección a Tigres UANL, donde juega también como titular y participa en los tres descalabros del equipo entre el Invierno 2001 y el Apertura 2003, es decir, las dos finales perdidas ante CF Pachuca y una especialmente dolorosa eliminación contra CF Monterrey en semifinales. También regresó a la selección y entre 2001 y 2004 disputó varios encuentros, entre ellos la clasificación al mundial y Copa América. Al finalizar el Clausura 2004  en el que no era del agrado del técnico y fue negociado contra su voluntad a Deportivo Toluca, pues no entraba en planes, aunque él no se arregló con la directiva y casi se queda sin jugar un torneo. Finalmente sí llegó con Toluca pero tampoco jugó gran cosa. Al finalizar ese único torneo regresó a entrenar con Tigres UANL, pero la directiva no lo quiso y lo negoció con Club de Fútbol Atlante, en donde jugó un torneo y se perdió el Apertura 2005 por no ser registrado a tiempo, pues tenía problemas con UANL, que era dueño de su carta.
Para el 2006 volvió a prueba con Atlante y regresó al equipo, aunque realmente alternaba con el Potros Neza y Pegaso Real Colima filiales de Primera A hasta el clausura 2007, en el que una vez más, no llegó a arreglos con la directiva y se tuvo que quedar sin jugar una vez más. Así ya casi en el retiro, tras un año de inactividad, en el Apertura 2008 Veracruz le dio una nueva oportunidad, que solo duró medio año, para luego despedirlo antes de que terminara su contrato y dejarlo sin actividad. Esos doce meses los aprovechó en la PASL (Liga de fútbol salón de EE. UU.) jugando en La Raza de Monterrey, donde ganó un título, luego de aquello reapareció en México a préstamo con los Guerreros FC de Hermosillo para el Bicentenario 2010.

También jugó el recién extinto Apertura 2010 con Guerreros, apareció en 8 partidos que serán los últimos, pues hoy la Federación dio por hecho la desaparición del equipo porque la directiva mantenía sueldos y a deudos caídos. Aunque no se ha especificado el destino de los jugadores, que seguramente irán a Draft, cercano el retiro final de Oteo.

Culminó su carrera en el Rio Grande Valley Grandes en la USL Premier Development League en los Estados Unidos

Tendría un partido de despedida en el 2016.

## Estadísticas

### Clubes
| Pumas U.N.A.M. · México |               |               |     |    |    |   |   |     |     |    |
| 1ª | 1992-93       | 9             | 0   | -  | -  | 0 | 0 | 9   | 0   |    |
| 1ª | 1993-94       | 27            | 1   | -  | -  | - | - | 27  | 1   |    |
| 1ª | 1994-95       | 38            | 1   | 1  | 0  | - | - | 39  | 1   |    |
| 1ª | 1995-96       | 33            | 0   | 1  | 0  | - | - | 34  | 0   |    |
| 1ª | 1996-97       | 13            | 0   | 3  | 0  | - | - | 16  | 0   |    |
| 1ª | 1997-98       | 18            | 0   | -  | -  | - | - | 18  | 0   |    |
| 1ª | 1998-99       | 30            | 0   | 1  | 0  | - | - | 31  | 0   |    |
| Total club | Total club    | 168           | 2   | 6  | 0  | 0 | 0 | 174 | 2   |    |
| Tigres U.A.N.L. · México |               |               |     |    |    |   |   |     |     |    |
| 1ª | 1999-00       | 25            | 0   | -  | -  | - | - | 25  | 0   |    |
| 1ª | 2000-01       | 34            | 2   | -  | -  | - | - | 34  | 2   |    |
| 1ª | 2001-02       | 39            | 0   | -  | -  | - | - | 39  | 0   |    |
| 1ª | 2002-03       | 35            | 0   | -  | -  | - | - | 35  | 0   |    |
| 1ª | 2003-04       | 19            | 1   | 3  | 0  | - | - | 22  | 1   |    |
| Total club | Total club    | 152           | 3   | 3  | 0  | - | - | 155 | 3   |    |
| Deportivo Toluca · México |               |               |     |    |    |   |   |     |     |    |
| 1ª | 2004          | 7             | 0   | -  | -  | - | - | 7   | 0   |    |
| Total club | Total club    | 7             | 0   | -  | -  | - | - | 7   | 0   |    |
| Atlante F.C. · México |               |               |     |    |    |   |   |     |     |    |
| 1ª | 2005          | 14            | 0   | 3  | 0  | - | - | 17  | 0   |    |
| 1ª | 2005-06       | 18            | 1   | -  | -  | - | - | 18  | 1   |    |
| 1ª | 2006-07       | 20            | 1   | -  | -  | - | - | 20  | 1   |    |
| Total club | Total club    | 52            | 2   | 3  | 0  | - | - | 55  | 2   |    |
| La Raza de Monterrey · México |               |               |     |    |    |   |   |     |     |    |
| I. | 2007-08       | 22            | 2   | -  | -  | - | - | 22  | 2   |    |
| Total club | Total club    | 22            | 2   | -  | -  | - | - | 22  | 2   |    |
| C. Veracruz · México |               |               |     |    |    |   |   |     |     |    |
| 2ª | 2008          | 13            | 1   | -  | -  | - | - | 13  | 1   |    |
| Total club | Total club    | 13            | 1   | -  | -  | - | - | 13  | 1   |    |
| Guerreros F.C. · México |               |               |     |    |    |   |   |     |     |    |
| 2ª | 2009-10       | 18            | 0   | -  | -  | - | - | 18  | 0   |    |
| Total club | Total club    | 18            | 0   | -  | -  | - | - | 18  | 0   |    |
| Rio Grande Estados Unidos |               |               |     |    |    |   |   |     |     |    |
| 4ª | 2011-12       | 14            | 2   | -  | -  | - | - | 14  | 2   |    |
| Total club | Total club    | 14            | 2   | -  | -  | - | - | 14  | 2   |    |
| Total carrera | Total carrera | Total carrera | 446 | 12 | 12 | 0 | 0 | 0   | 458 | 12 |
| (1)Incluye datos de la Copa México, Pre Pre Libertadores (1998) e InterLiga (2004 y 2005). (2)Incluye datos de la Copa de Campeones de la Concacaf (1992). |               |               |     |    |    |   |   |     |     |    |

### Selección nacional
| Selección  | Año        | Amistosos | Amistosos | Eliminatorias | Eliminatorias | Mundial | Mundial | Copa Oro | Copa Oro | Copa América | Copa América | Copa Confederaciones | Copa Confederaciones | Total | Total |
| Selección  | Año        | Part.     | Goles     | Part.         | Goles         | Part.   | Goles   | Part.    | Goles    | Part.        | Goles        | Part.                | Goles                | Part. | Goles |
| ---------- | ---------- | --------- | --------- | ------------- | ------------- | ------- | ------- | -------- | -------- | ------------ | ------------ | -------------------- | -------------------- | ----- | ----- |
| México     |            |           |           |               |               |         |         |          |          |              |              |                      |                      |       |       |
| 1996       | 1          | 0         | -         | -             | -             | -       | 0       | 0        | -        | -            | -            | -                    | 1                    | 0     |       |
| 1997       | 1          | 0         | -         | -             | -             | -       | -       | -        | -        | -            | -            | -                    | 1                    | 0     |       |
| 1998       | 2          | 0         | -         | -             | -             | -       | -       | -        | -        | -            | -            | -                    | 2                    | 0     |       |
| 1999       | 3          | 0         | -         | -             | -             | -       | -       | -        | -        | -            | -            | -                    | 3                    | 0     |       |
| 2001       | 1          | 0         | -         | -             | -             | -       | -       | -        | -        | -            | 1            | 0                    | 2                    | 0     |       |
| 2003       | 1          | 0         | -         | -             | -             | -       | -       | -        | -        | -            | -            | -                    | 1                    | 0     |       |
| 2004       | -          | -         | 1         | 1             | -             | -       | -       | -        | 1        | 0            | -            | -                    | 2                    | 1     |       |
| Total club | Total club | 9         | 0         | 1             | 1             | -       | -       | 0        | 0        | 1            | 0            | 1                    | 0                    | 12    | 1     |

### Resumen estadístico
| Competencia                   | Partidos | Goles |
| ----------------------------- | -------- | ----- |
| Primera División de México    | 379      | 7     |
| Liga de Ascenso de México     | 31       | 1     |
| Copa México                   | 6        | 0     |
| InterLiga                     | 6        | 0     |
| Premier Development League    | 14       | 2     |
| National Indoor Soccer League | 22       | 2     |
| Partidos internacionales      | 12       | 1     |
| Total                         | 470      | 13    |

## Selección nacional
Fue considerado por Manuel Lapuente para asistir a Francia 98 pero días antes de la justa mundialista quedó fuera de la lista junto con el mediocampista Paulo César Chávez, Disputó la Copa Confederaciones 2001, jugando en la derrota frente a Australia; fue convocado para el amistoso frente a Inglaterra. Después de un año sin convocatorias, volvió después de la designación de Ricardo Lavolpe y participó en la goleada sobre Dominica en 2004, marcando su primer y único gol con el tri. Su último encuentro se produjo en la Copa América 2004, en el empate 2-2 contra Uruguay el 7 de julio de 2004. 

### Participaciones en fases finales y clasificatorias
| Competición                    | Categoría | Sede                                 | Resultado        | Partidos | Goles |
| ------------------------------ | --------- | ------------------------------------ | ---------------- | -------- | ----- |
| Juegos Olímpicos 1996          | Sub-23    | Estados Unidos                       | Cuartos de final | 0        | 0     |
| Copa Oro CONCACAF 1996         | Absoluta  | Estados Unidos                       | Campeón          | 0        | 0     |
| Clasificación Mundial 2006     | Absoluta  | Norteamérica, Centroamérica y Caribe | Clasificado      | 1        | 1     |
| Copa FIFA Confederaciones 2001 | Absoluta  | Corea del Sur y Japón                | Primera fase     | 1        | 0     |
| Copa América 2004              | Absoluta  | Perú                                 | Cuartos de final | 1        | 0     |

### Partidos internacionales
| #  | Fecha                   | Rival      | Sede           | Estadio                       | Resultado | Competición                |
| -- | ----------------------- | ---------- | -------------- | ----------------------------- | --------- | -------------------------- |
| 1  | 8 de junio de 1996      | Bolivia    | Dallas         | Cotton Bowl                   | 1 - 0     | Copa USA 1996              |
| 2  | 5 de febrero de 1997    | Ecuador    | Los Ángeles    | Los Angeles Memorial Coliseum | 3 - 1     | Amistoso                   |
| 3  | 15 de abril de 1998     | Perú       | Los Ángeles    | Los Angeles Memorial Coliseum | 1 - 0     | Amistoso                   |
| 4  | 20 de mayo de 1998      | Noruega    | Oslo           | Bislett Stadion               | 2 - 5     | Amistoso                   |
| 5  | 13 de octubre de 1999   | Paraguay   | Los Ángeles    | Los Angeles Memorial Coliseum | 0 - 1     | Amistoso                   |
| 6  | 13 de octubre de 1999   | Colombia   | Houston        | Robertson Stadium             | 0 - 0     | Amistoso                   |
| 7  | 27 de octubre de 1999   | Ecuador    | Houston        | Robertson Stadium             | 0 - 0     | Amistoso                   |
| 8  | 25 de mayo de 2001      | Inglaterra | Derby          | Pride Park Stadium            | 0 - 4     | Amistoso                   |
| 9  | 30 de mayo de 2001      | Australia  | Suwon          | Estadio Mundialista de Suwon  | 0 - 2     | Copa Confederaciones 2001  |
| 10 | 19 de noviembre de 2003 | Islandia   | Phoenix        | Bank One Ballpark             | 0 - 0     | Amistoso                   |
| 11 | 27 de junio de 2004     | Dominica   | Aguascalientes | Estadio Victoria              | 8 - 0     | Clasificación Mundial 2006 |
| 12 | 7 de julio de 2004      | Uruguay    | Chiclayo       | Estadio Elías Aguirre         | 2 - 2     | Copa América 2004          |

### Goles internacionales
| # | Fecha              | Rival    | Marcador | Resultado | Competición                |
| - | ------------------ | -------- | -------- | --------- | -------------------------- |
| 1 | 7 de julio de 2004 | Dominica | 6-0      | 8-0       | Clasificación Mundial 2006 |

## Palmarés

### Copas internacionales
| Título            | Club               | País           | Año  |
| ----------------- | ------------------ | -------------- | ---- |
| Copa Oro CONCACAF | Selección Mexicana | Estados Unidos | 1996 |